# وسلیتشکو (ناحیه پرروف)
وسلیتشکو (به چکی: Veselíčko) یک منطقهٔ مسکونی در جمهوری چک است که در ناحیه پرروف واقع شده‌است. وسلیتشکو ۱۳٫۱۶ کیلومتر مربع مساحت و ۸۸۲ نفر جمعیت دارد و ۲۷۶ متر بالاتر از سطح دریا واقع شده‌است.